# Parzania
Pour plus de détails, voir Fiche technique et Distribution.
Parzania (परजानिया) est un film indien réalisé par Rahul Dholakia, sorti en 2005. Le film est basé sur l'histoire vraie de la disparition d'Azhar Mody, 10 ans, à la suite du massacre de Gulbarg Society (en) en 2002.

## Synopsis
Allan, qui fait une thèse sur Gandhi, arrive en Inde. Il rencontre la famille Pithawala qui recherche leur fils, Parzaan Pithawala, qui a disparu après le massacre de Gulbarg Society (en).

## Fiche technique
- Titre : Parzania
- Titre original : परजानिया
- Réalisation : Rahul Dholakia
- Scénario : Rahul Dholakia et David N. Donihue
- Musique : Zakir Hussain et Taufiq Qureshi
- Photographie : Robert D. Eras
- Montage : Aarif Sheikh
- Production : Rahul Dholakia, David N. Donihue, Kamal Patel et K. B. Sareen
- Société de production : Circles Motion Pictures
- Pays :  Inde et  États-Unis
- Genre : Drame et historique
- Durée : 116 minutes
- Dates de sortie : 
  -  Inde : 26 novembre 2005 (Festival international du cinéma indien), 26 janvier 2007

## Distribution
- Naseeruddin Shah : Cyrus
- Corin Nemec : Allan
- Sarika Thakur : Shernaz
- Parzaan Dastur
- Sheeba Chaddha
- Asif Basra
- Raj Zutshi
- Pushpendra Saini
- Ram Gopal Bajaj

## Distinctions
Le film a été nommé pour deux National Film Awards qu'il a remporté : meilleur réalisateur et meilleure actrice pour Sarika Thakur.